# Arsenopirită
Arsenopirita este o sulfură de fier și arsen cu formula chimică FeAsS. 

## Proprietăți specifice
- Duritatea: 5,5 - 6 (scara Mohs)

- Luciul: metalic

- Transparență: mineral opac

- Urma: gri spre argintiu

- Greutatea specifică: 6,1